# マチルド・オリヴィエ
マチルド・オリヴィエ（1994年9月20日 - ）は、フランスの女優、プロデューサー、モデル 。

## 幼少期
パリのモンパルナスで生まれ育った。
パリ国際ダンスアカデミーに行く前に、パリ国立高等音楽・舞踏学校とクールサイモンで演劇とダンスを学んだ 。

## キャリア

### モデル
モデルとしての彼女のキャリアには、 Vogue Magazineの2016年3月版、Purple Fashion Magazineの2016年10月版、Twin Magazineの2017年4月版への出演が含まれる 。

### 演技
フランス国内の舞台では、『Dangerous Liaisons』の制作と『ミスタンゲット』に出演している。
また、彼女は、任務を受けて到着したアメリカ軍部隊が出会う、戦争で荒廃したナチス占領下のフランス国内の村で立ち往生したフランス市民のクロエとして、J・J・エイブラムスの2018年のホラー映画『オーヴァーロード』に出演している。2019年に撮影された『コンティニュー』では、メル・ギブソンやナオミ・ワッツと共演している 。そのほか、アリシア・シルヴァーストーンが主演する『The Pleasure of your Presence』に出演し、シルバーストーンが阻止しようとしている弟の結婚で、その結婚相手をオリヴィエが演じた 。
そのほかにも、ブルキナファソで奴隷とされ結婚を強制される女性の窮状についての2018年のドキュメンタリー『Upright Women』を製作した 。

## フィルモグラフィー

### 映画
| 年     | 題名                             | 役         | 備考                            |
| ------ | -------------------------------- | ---------- | ------------------------------- |
| 2016年 | Walking Home                     | Her        | 短編映画                        |
| 2016年 | The Misfortunes of François Jane | Charlotte  |                                 |
| 2017年 | La Sainte Famille                | Claire     |                                 |
| 2018年 | Upright Women                    | -          | プロデューサー;ドキュメンタリー |
| 2018年 | オーヴァーロード Overlord        | クロエ     |                                 |
| 2019年 | A Call to Spy                    | ジゼル     |                                 |
| 2020年 | Sister of the Groom              | クレメンス |                                 |
| 2021年 | コンティニュー Boss Level        | ガブリエラ |                                 |

### テレビ
| 年   | 題名    | 役割                 | 備考                 |
| ---- | ------- | -------------------- | -------------------- |
| 未定 | Offline | ジョセリン・ヒッグス | ポストプロダクション |